# Universitätsstraße (Leipzig)
Die Universitätsstraße ist eine Anliegerstraße in der Innenstadt von Leipzig und verbindet den Innenstadtring, Bereich Roßplatz, im Süden mit der Grimmaischen Straße im Norden. Ihre Fortsetzung nach Norden findet sie in der Nikolaistraße.

## Name
Bevor die Straße 1839 den Namen Universitätsstraße erhielt, hieß sie Alter Neumarkt. Der Alte Neumarkt ist als Handelsplatz überliefert, der Name erstmals 1447 nachweisbar. Etwas weiter nördlich, an der Nikolaistraße, liegt die Nikolaikirche, deren Entstehungsgeschichte bis ans Ende des 11. Jahrhunderts zurückreicht. Namensgeber für die Universitätsstraße war die 1409 gegründete Leipziger Universität, deren Hauptgebäude sich seit der Reformation an der Straße befindet, als das Dominikanerkloster St. Pauli an dieser Stelle in Universitätsbesitz überging. Die Straße steigt in südliche Richtung leicht an. Als die Leipziger Stadtmauer noch stand, hieß dieser Bereich Sperlingsberg, weil sich hier die Sperlinge in ziemlicher Menge in dem nächst anliegenden Zwinger aufzuhalten pflegten.

## Beschreibung
Auf der östlichen Straßenseite liegt der Innenstadt-Campus der Universität. Im Süden beginnt das Gelände mit dem 2009 errichteten Gebäude der Mensa am Park am Kurt-Masur-Platz (Architekten: behet + bondzio) gegenüber der Moritzbastei. Es folgt eine Lücke in der Bebauung, durch die der Campus betreten werden kann, auf dem, weitab der Straße, ein Fragment des historischen Schinkeltors und das Leibnizdenkmal platziert sind. Zurück an der Straße, schließt sich nach Norden das Seminargebäude der Universität an.
Auf der westlichen Straßenseite erstreckt sich eine geschlossene Bebauung, die lediglich von den Einmündungen dreier schmaler Straßen unterbrochen wird. Von Norden kommend, geht es an der Rückseite von Galeria Kaufhof entlang. An der Ecke zum Gewandgäßchen befindet sich das Famulushaus aus den 1990er Jahren (Geschäftshaus Universitätsstraße 14). Zwischen dieser und der nächsten Straßeneinmündung folgt ein Straßenblock im Stil des Neobarock mit dem Städtischem Kaufhaus. 
Weiter nach Süden befindet sich seit 1962 eine Wohnbebauung mit 103 Wohneinheiten, unter der eine Durchfahrt zur Magazingasse hindurchgeht, mit Läden im Erdgeschoss. (Universitätsstraße 18/20). Da in dem markanten Eckhaus über viele Jahrzehnte ein Lampengeschäft untergebracht war, hieß es Haus der Beleuchtung. Die Geschäftsräume werden seit 2023 als Interim von der Stiftung Forum Recht genutzt. Von der Lenné-Anlage aus gesehen, durch die ein Stück der Universitätsstraße führt, bildet dieses Eck-Hochhaus mit der gegenüber liegenden Mensa am Park eine markante Tor-Situation aus.

Bauten und Denkmalobjekte
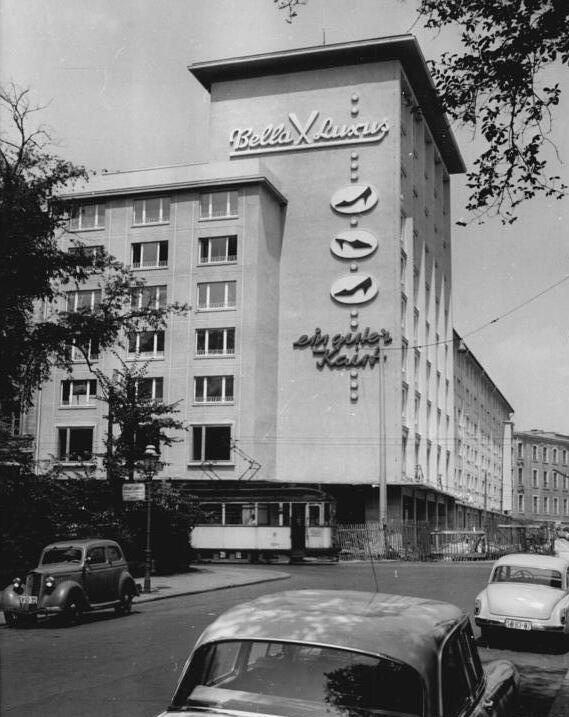
Eckhaus kurz vor seiner Fertigstellung (1961)
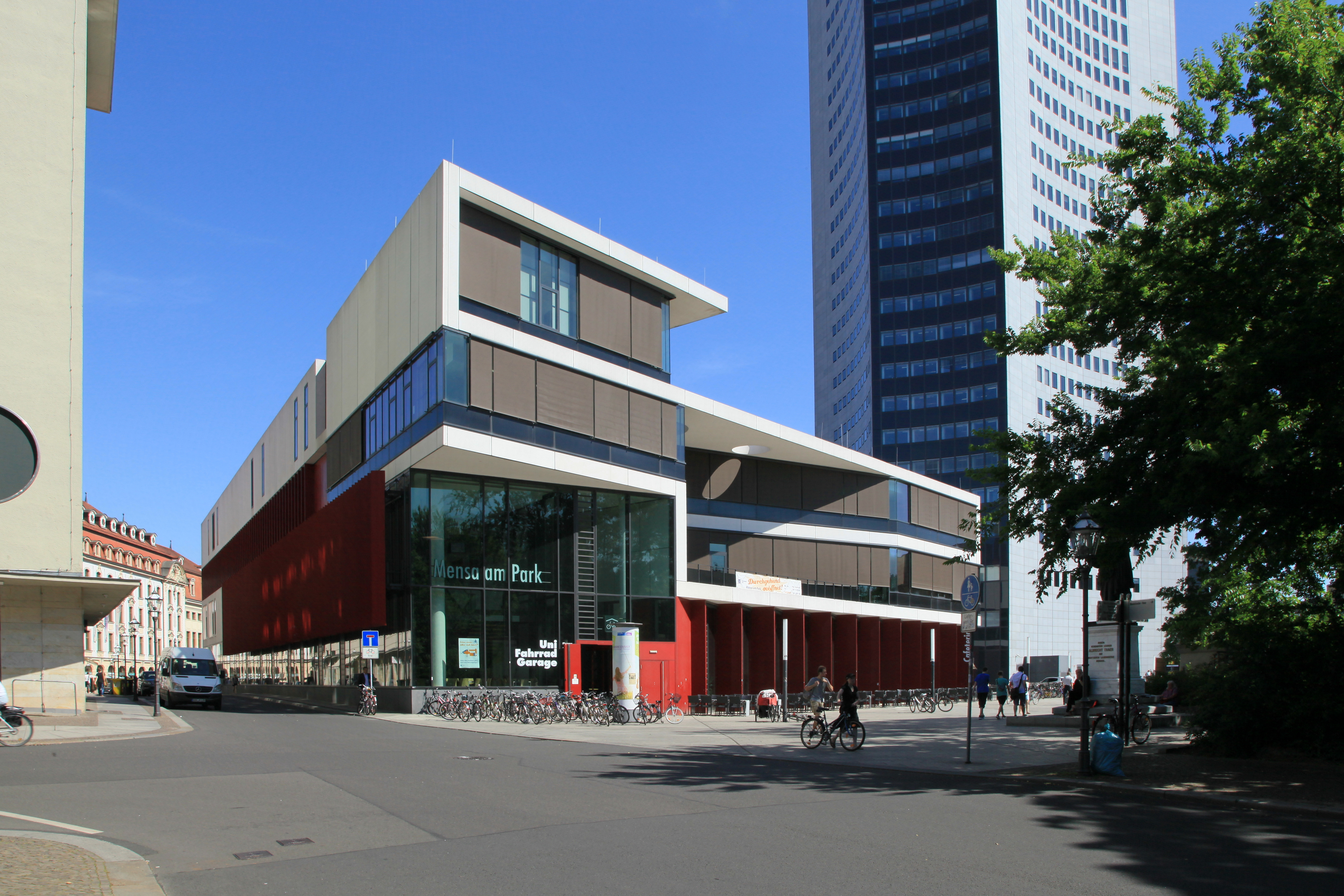
Mensa am Park (2016)
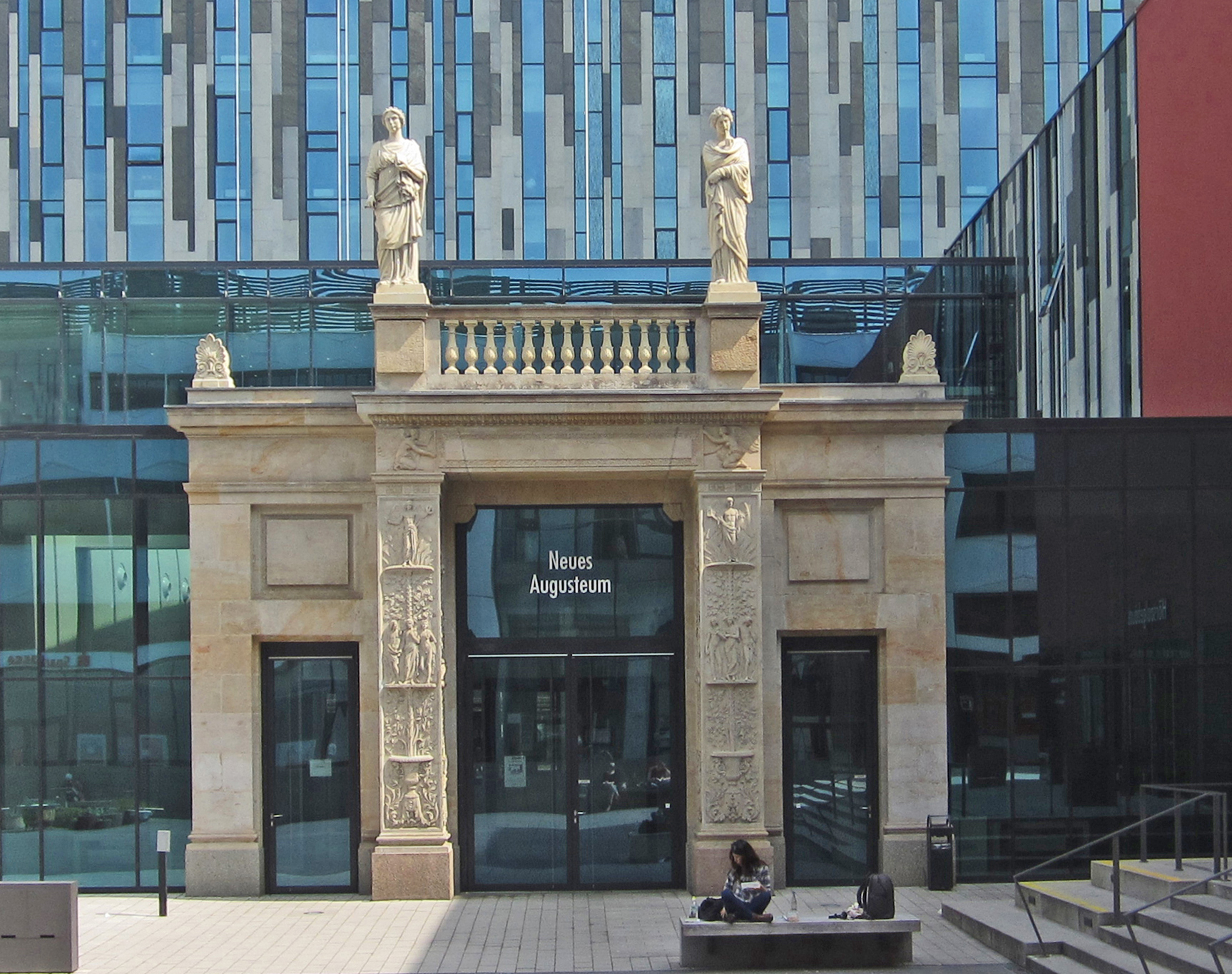
Das klassizistische Schinkeltor von Karl Friedrich Schinkel (2014)
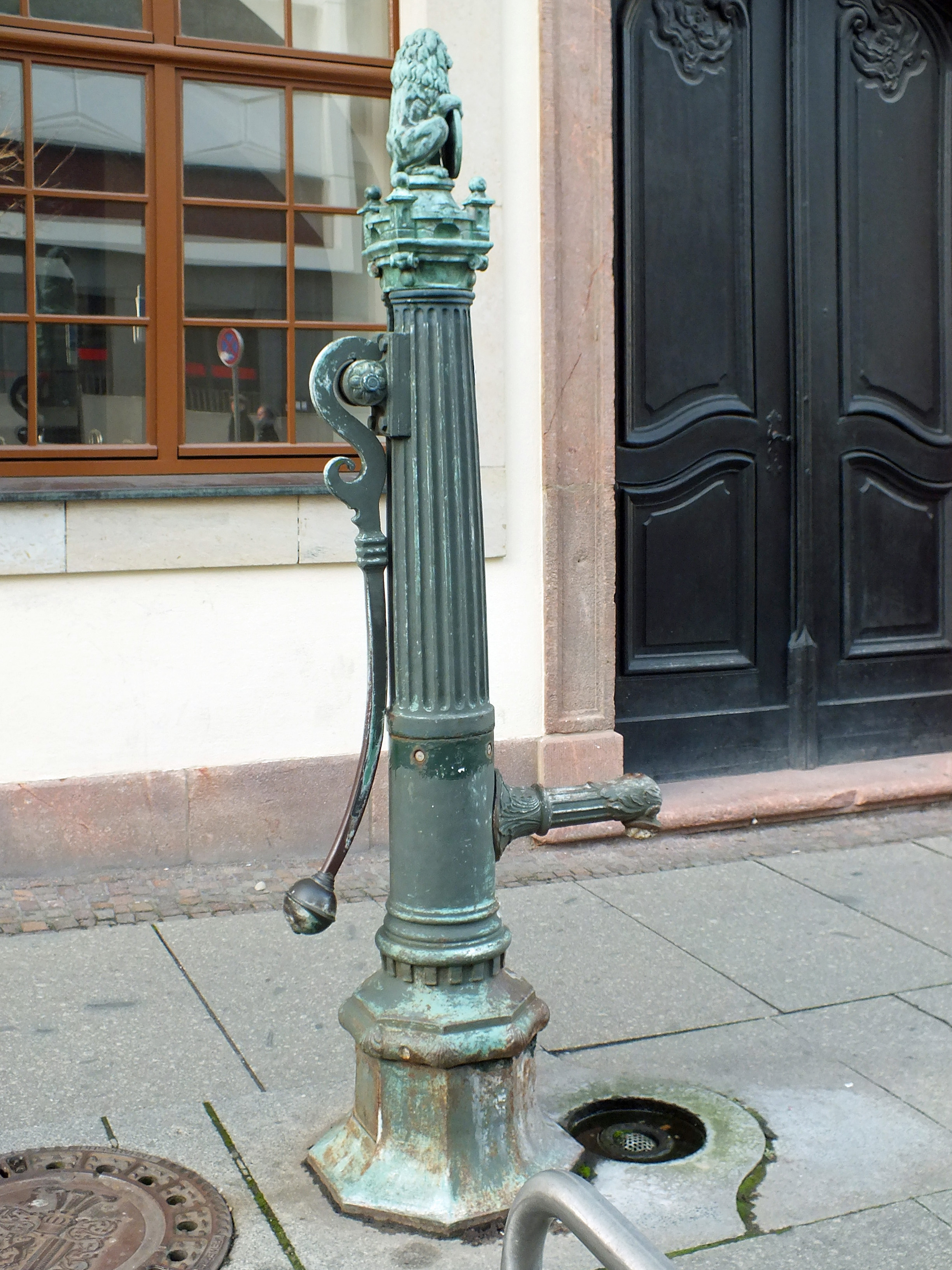
Restaurierte Handschwengelpumpe (2013)
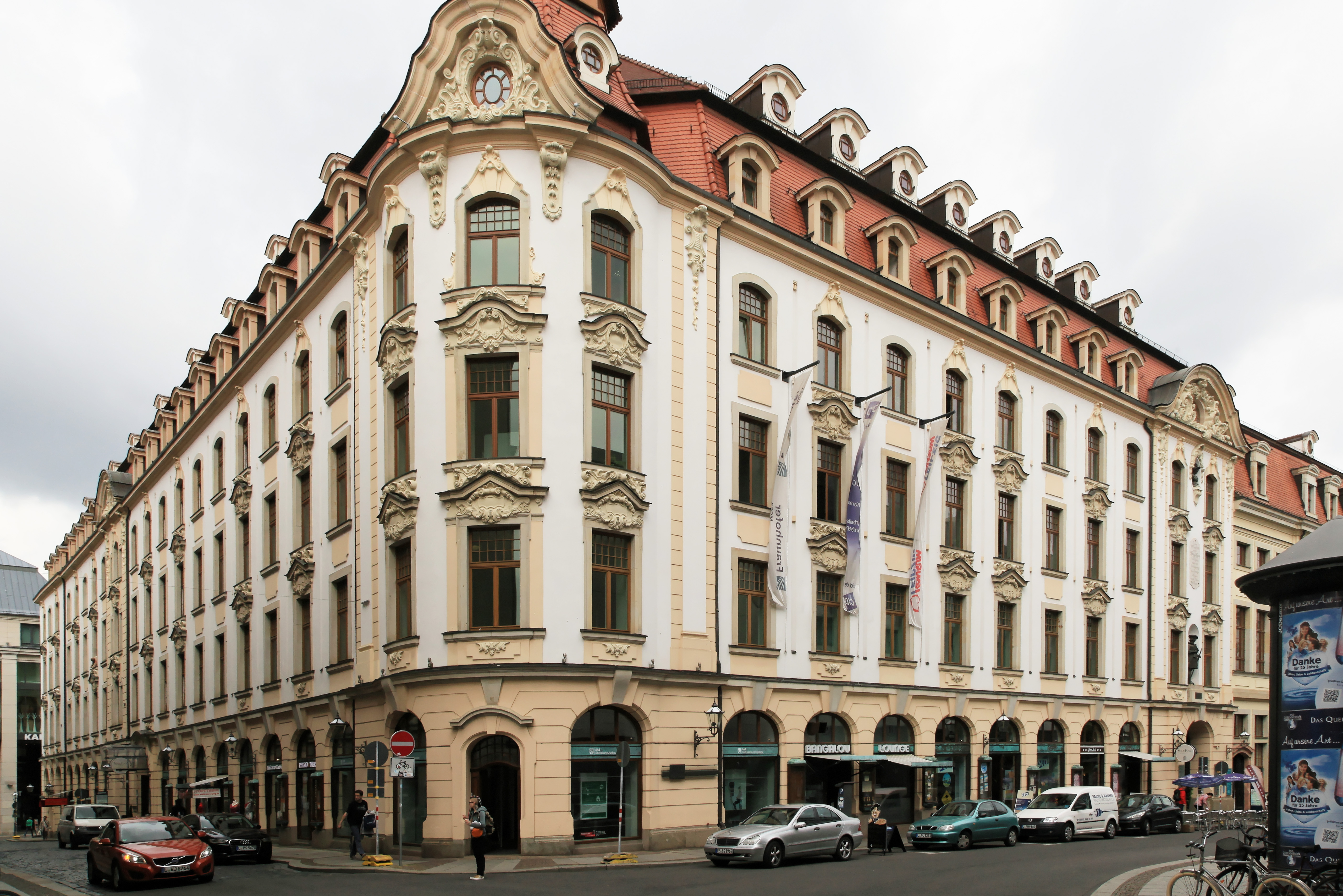
Städtisches Kaufhaus an der Universitätsstraße, Ecke Kupfergasse (2015)
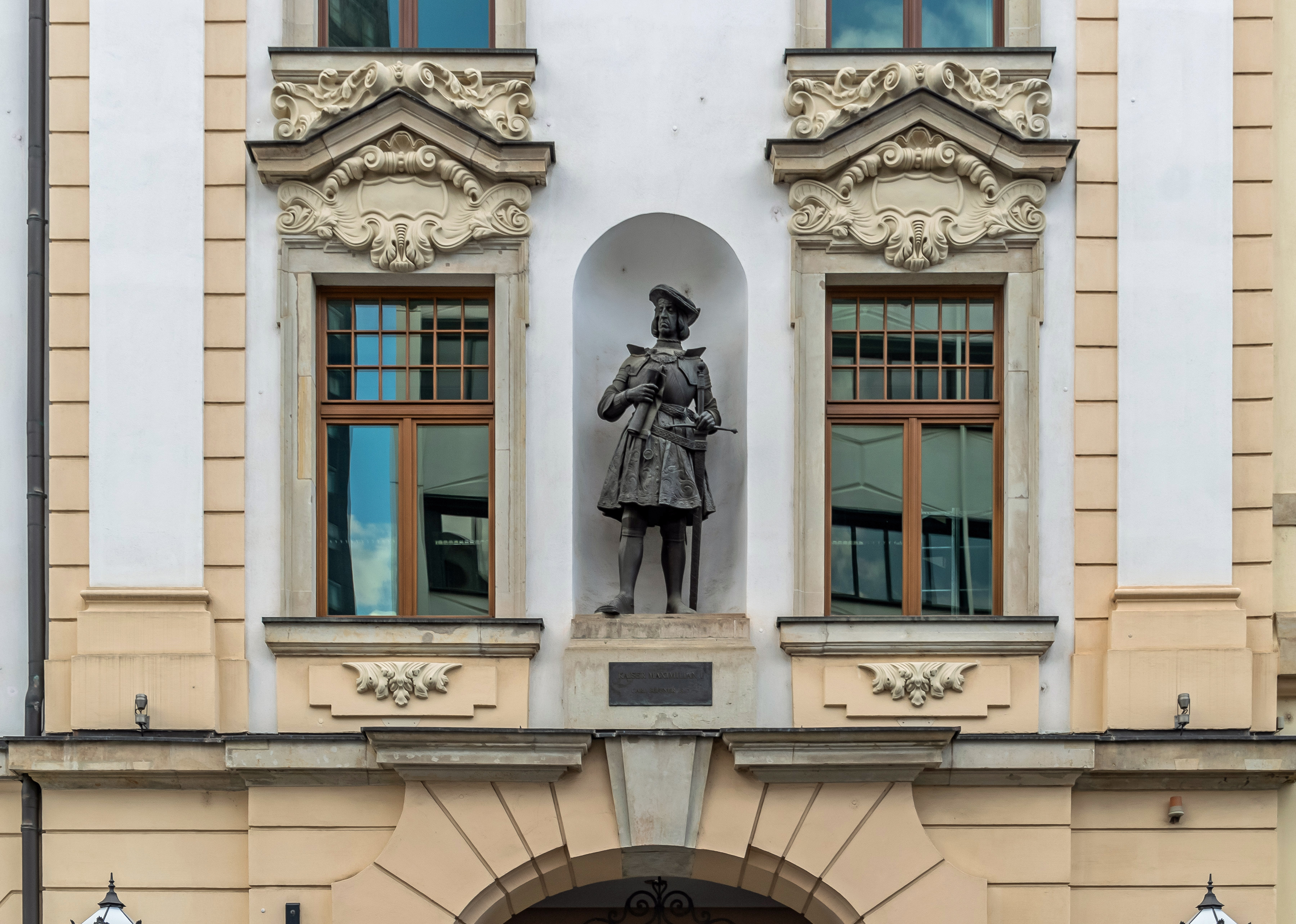
Bronzestatue von Kaiser Maximilian I. am Städtischen Kaufhaus (2019)
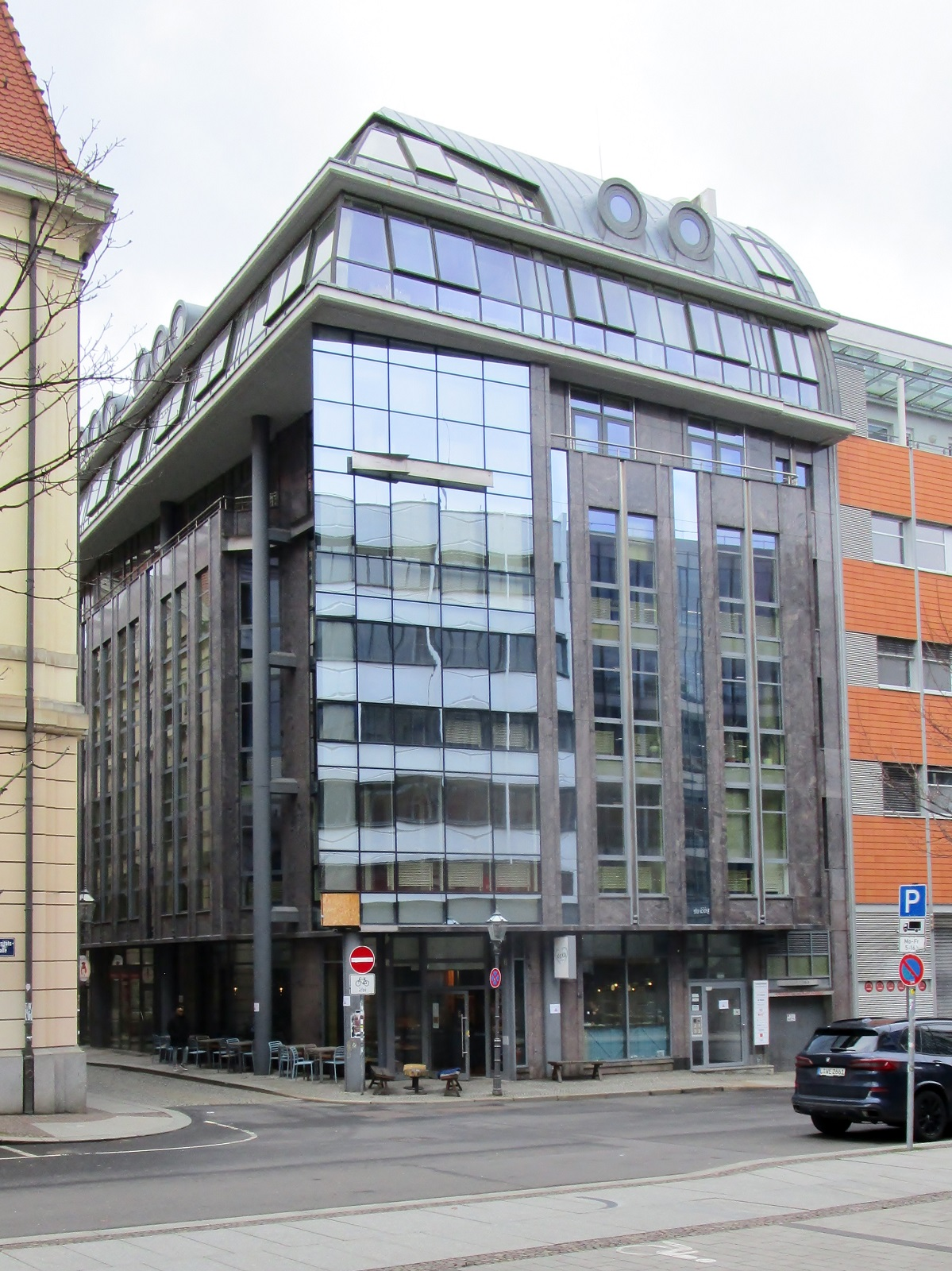
Famulushaus (2024)

## Historische Bebauung
Die historische Bebauung in diesem Bereich ist durch Abrisse oder den Bombenangriff vom 4. Dezember 1943 dezimiert worden, darunter das Fürstenhaus an der Ecke zur Grimmaischen Straße, die Große Feuerkugel, der Silberne Bär, der Goldene Bär, das Beguinenhaus und das Vorderpaulinum. Oder sie wurde wie im Falle des ersten Gewandhauses planvoll durch prächtige Folgebauten ersetzt, in diesem Fall das Städtische Kaufhaus.

Historische Ansichten
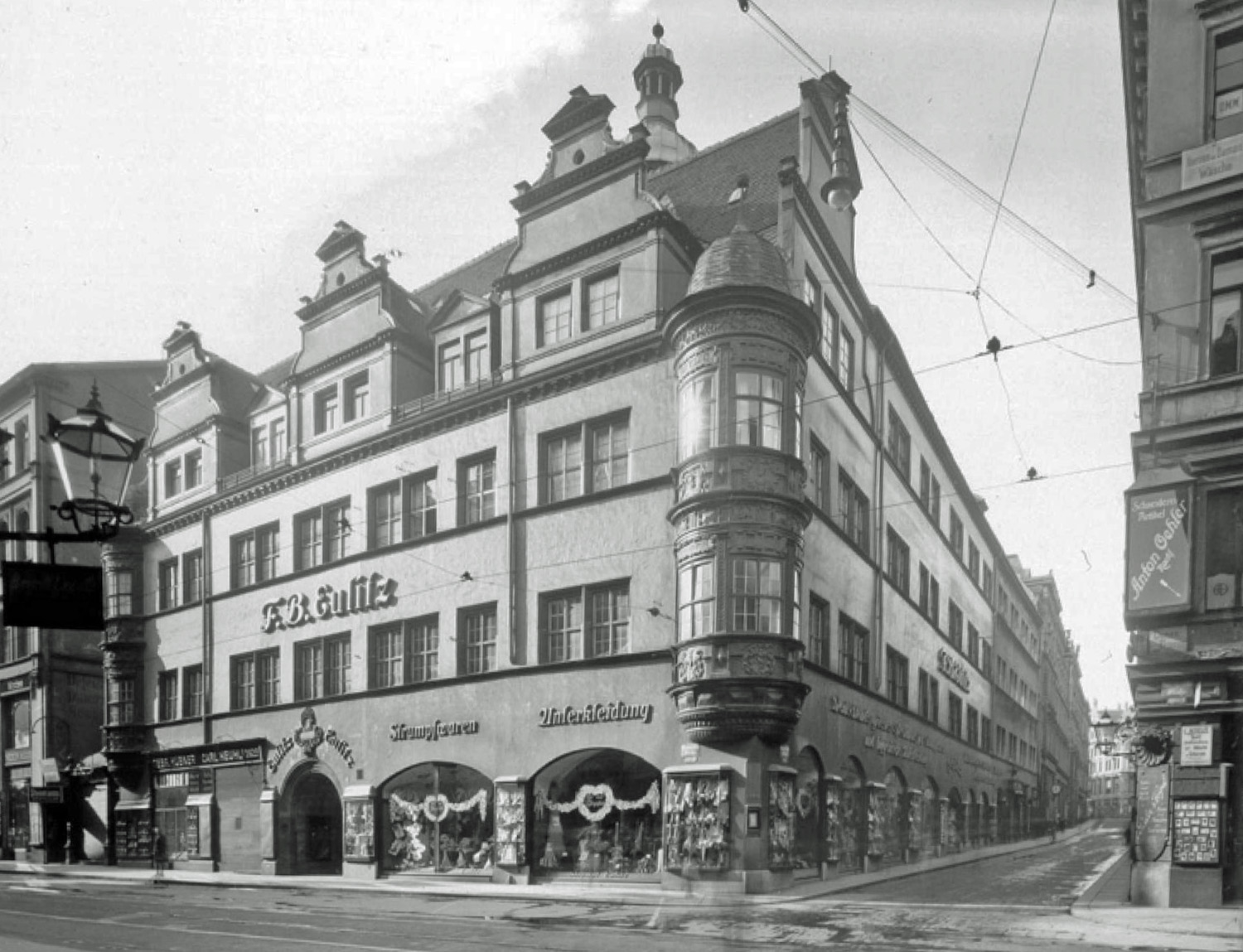
Das Fürstenhaus an der Ecke zur Grimmaischen Straße (um 1905)
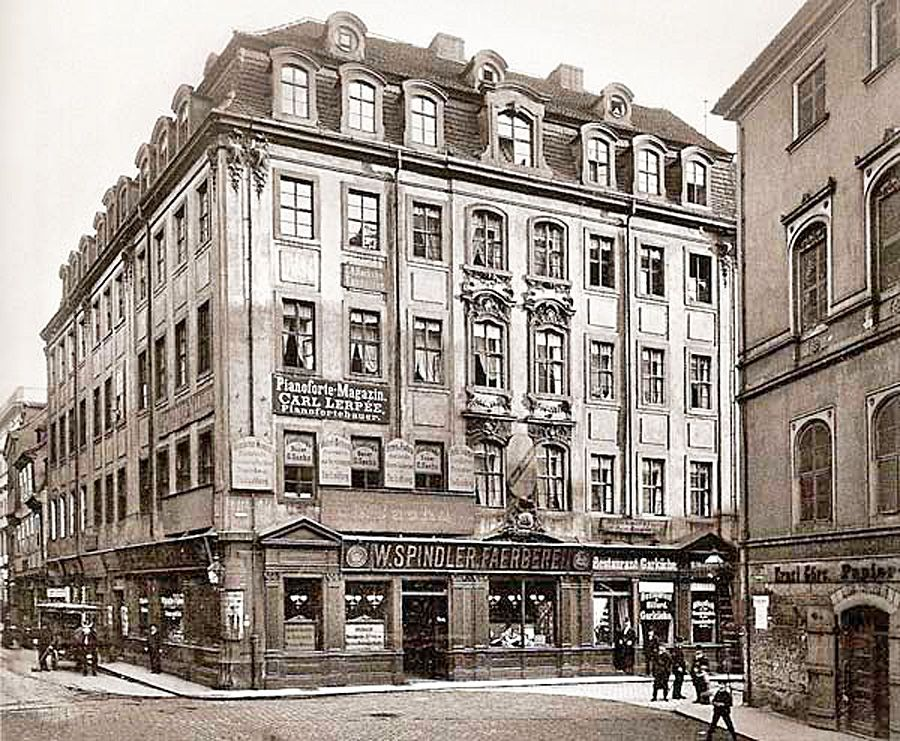
Haus Silbener Bär an der Ecke zur Kupfergasse (um 1890)
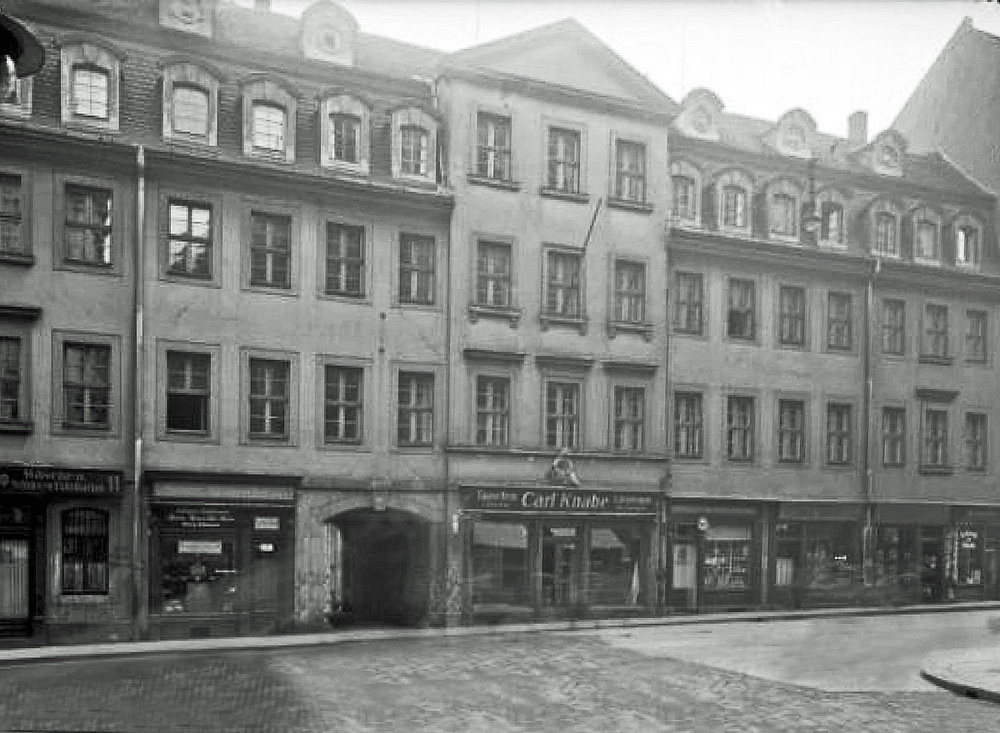
Der Goldene Bär auf der Ostseite der Universitätsstraße (um 1925)
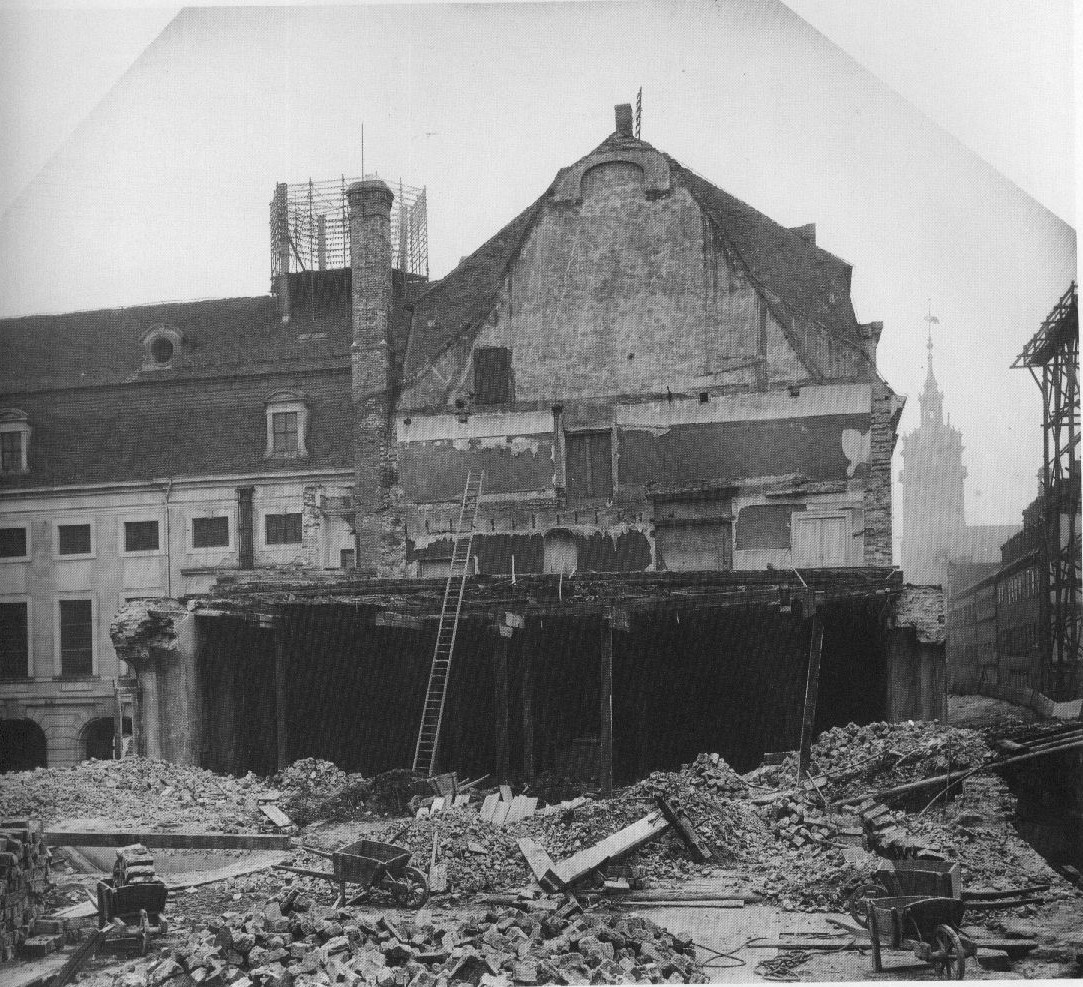
Abbruch des Alten Gewandhauses in der Universitätsstraße (1894)

## Sonstiges

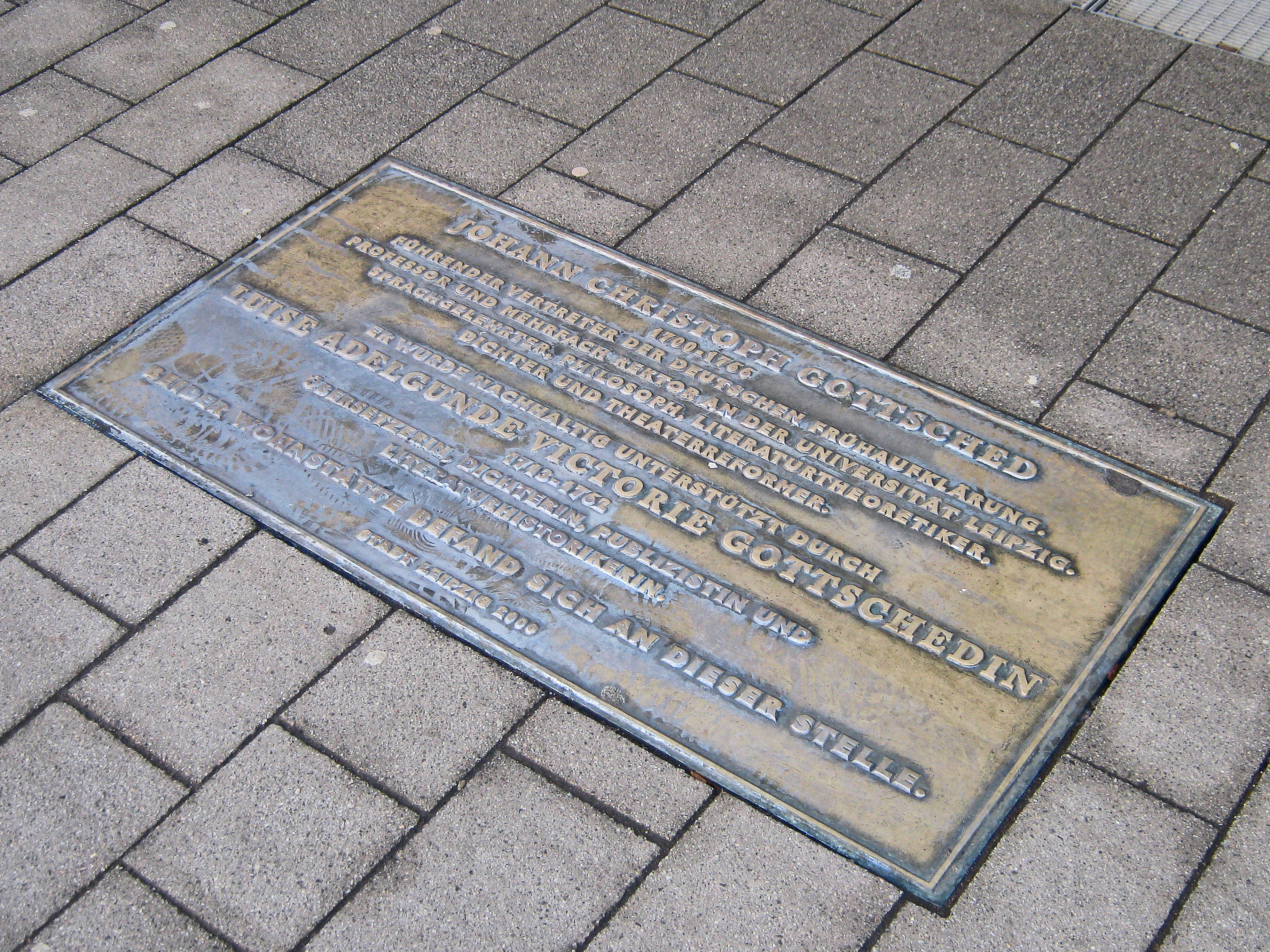
Gedenktafel für Johann Christoph Gottsched und dessen Frau an der Stelle ihrer ehemaligen Wohnstätte (2019)

Auf der östlichen Seite vor dem Hörsaalgebäude der Universität ist eine Gedenktafel der Stadt Leipzig in den Gehweg eingelassen, die an das nicht mehr existente Wohnhaus von Johann Christoph Gottsched (1700–1766) und seiner ersten Frau Luise Adelgunde Victorie Gottsched (1713–1762) erinnert. Die Frau wird auf der Tafel „Gottschedin“ geschrieben, die ihren Mann „nachhaltig unterstützte“. Er war „führender Vertreter der deutschen Frühaufklärung, Professor und mehrfach Rektor an der Universität Leipzig, Sprachgelehrter, Philosoph, Literaturtheoretiker, Dichter und Theaterreformer“, sie „Übersetzerin, Dichterin, Publizistin und Literaturhistorikerin“.

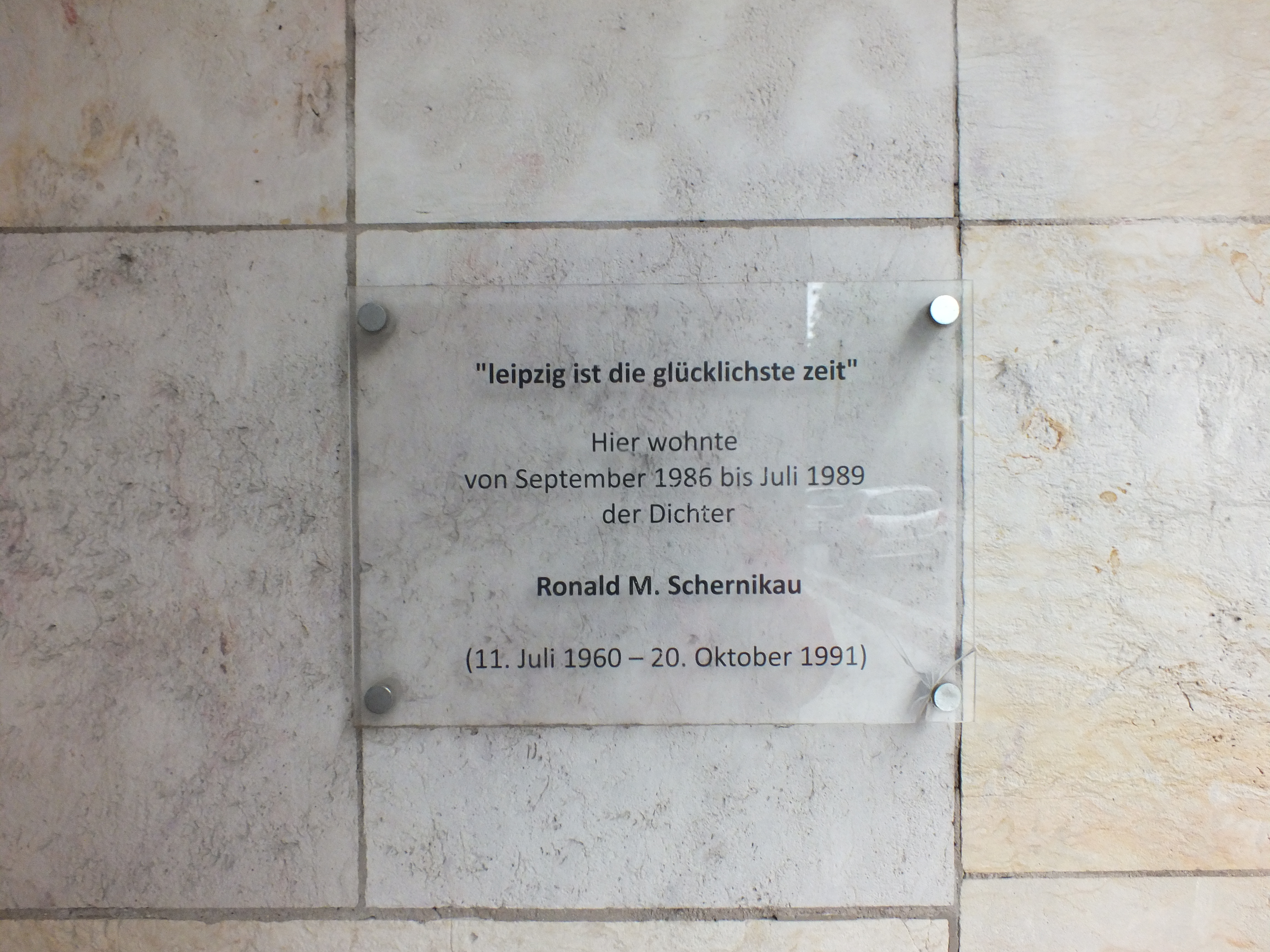
Gedenktafel für Ronald M. Schernikau in der Universitätsstraße 20 (2015)

Am Haus Universitätsstraße 20 in Leipzig befindet sich eine Gedenktafel mit der Inschrift: 

„"leipzig ist die glücklichste zeit" / Hier wohnte / von September 1986 bis Juli 1989 / der Dichter / Ronald M. Schernikau (11. Juli 1960 – 20. Oktober 1991)“